# 帝国議会図書館

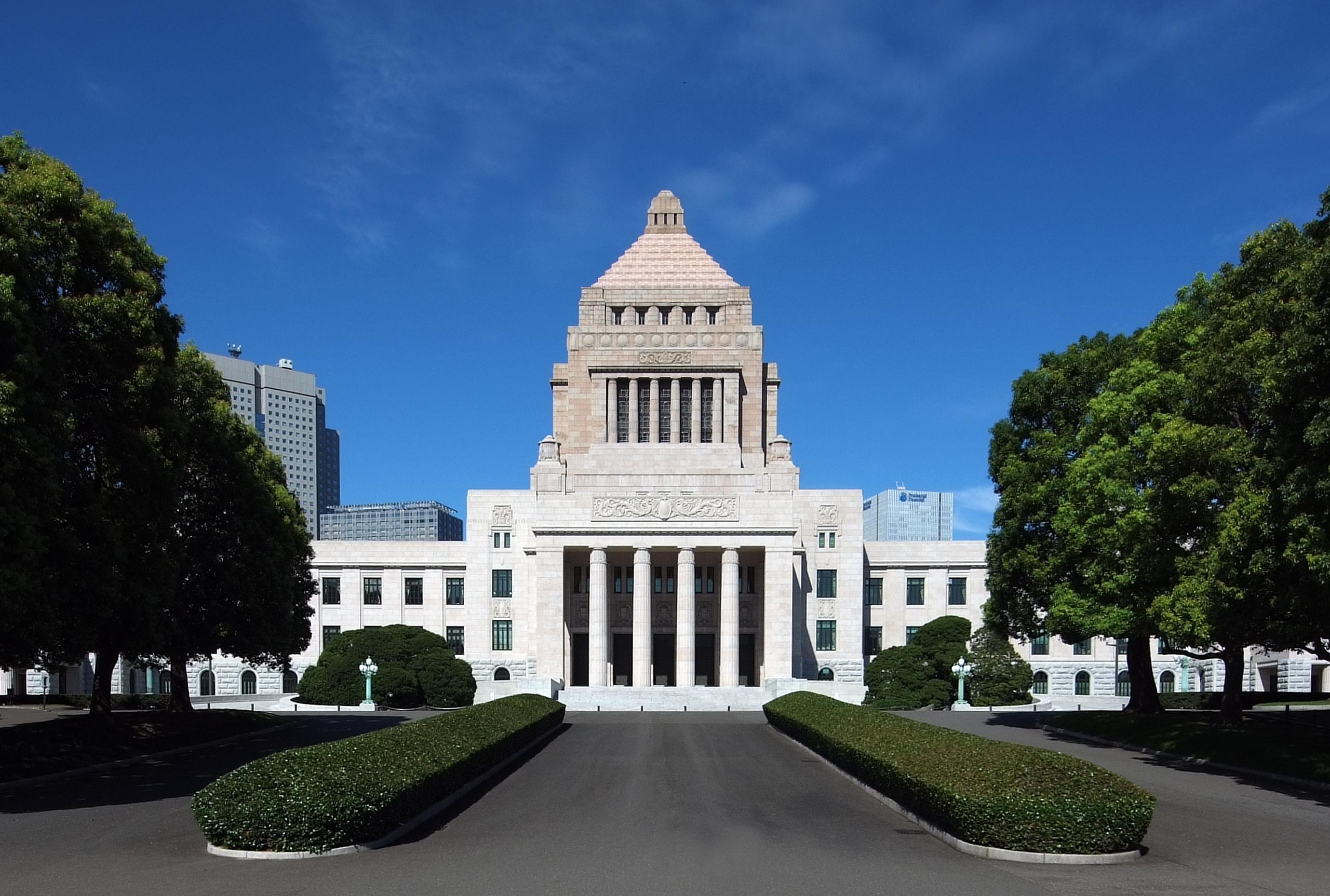
国会議事堂本館（2009年撮影）

帝国議会図書館（ていこくぎかいとしょかん）は、貴族院図書館と衆議院図書館の総称。貴衆各院の図書館は、1891年（明治24年）に設立された各院図書室を起源とする。
国会法の施行に伴い、文部省帝国図書館と共に国立国会図書館となった。

## 沿革
1890年（明治23年）、初代の仮議事堂が創建され、二階建ての文庫が貴族院と衆議院に一つずつと、八坪の文庫が貴族院にもう一つ置かれた。
しかし、1891年（明治24年）1月20日、火災によって議事堂が全焼し、貴族院では1005冊の本が焼失した。
新たに作られた第二次仮議事堂当時の図面では、貴族院側に二か所、衆議院側に二か所の計四か所に文庫が置かれた。
1901年（明治34年）、議事堂の西南側の空き地に、衆議院図書館のが新築された。8月から工事を始め、同年12月7日に開館式が挙行された。
1925年（大正14年）、工事中の不慮の火災がもととなり、第二次の仮議事堂はがほぼ全焼し、これに伴って貴族院の蔵書が大きく被害を受けた。一方で別棟として西南側にあった衆議院の図書館は、火災の被害を免れた。
再建された第三次の仮議事堂にも、これまでと同様に、両院に書庫が置かれた。
1936年（昭和11年）、永田町の国会議事堂が竣工し、書籍に関するスペースは四階部分に集約された。貴族院には、閲覧室、新聞雑誌閲覧室、五つの書庫、衆議院には、両閲覧室と四つの書庫が設けられた。
1948年（昭和23年）、国立国会図書館の設置に伴い、吸収された。